# Danh sách cầu thủ tham dự Cúp bóng đá châu Á 2011
Mỗi đội tuyển tham gia vòng chung kết Cúp bóng đá châu Á 2011 có quyền đăng ký 23 cầu thủ, trong đó có tối thiểu 3 thủ môn. Hạn cuối cùng để nộp danh sách là ngày 28 tháng 12 năm 2010. Trong trường hợp chấn thương vào phút chót, các đội tuyển có thể thay đổi danh sách chậm nhất là vào 24 giờ trước trận đấu khai mạc giải. Trong danh sách dưới đây, những cầu thủ có ký hiệu (c) là người mang băng đội trưởng của đội. Thông tin về câu lạc bộ, số lần khoác áo và số bàn thắng cho đội tuyển quốc gia của mỗi cầu thủ là thông tin vào thời điểm khai mạc giải, đã tính cả các trận đấu giao hữu trước thềm của giải đấu.

## Bảng A

### Qatar
Huấn luyện viên trưởng:  Bruno Metsu
| Số | Vt | Cầu thủ               | Ngày sinh (tuổi)  | Số trận | Câu lạc bộ  |
| -- | -- | --------------------- | ----------------- | ------- | ----------- |
| 1  | TM | Qasem Burhan          | 15 tháng 12, 1985 | 16      | Al-Gharrafa |
| 2  | HV | Hamid Ismail          | 12 tháng 9, 1987  | 5       | Al-Rayyan   |
| 3  | HV | Mohammed Kasola       | 13 tháng 8, 1986  | 2       | Al-Sadd     |
| 4  | TV | Lawrence Quaye        | 22 tháng 8, 1984  | 0       | Al-Gharrafa |
| 5  | TV | Majdi Siddiq          | 3 tháng 9, 1985   | 31      | Al-Sadd     |
| 6  | HV | Bilal Mohammed (c)    | 2 tháng 6, 1986   | 49      | Al-Gharrafa |
| 7  | TV | Wesam Rizik           | 25 tháng 2, 1981  | 41      | Al-Sadd     |
| 8  | HV | Mesaad Al-Hamad       | 11 tháng 2, 1986  | 25      | Al-Sadd     |
| 9  | TĐ | Jaralla Al Marri      | 3 tháng 4, 1988   | 0       | Al-Rayyan   |
| 10 | TV | Hussein Yasser        | 19 tháng 1, 1984  | 13      | Al-Zamalek  |
| 11 | TV | Fábio César Montezine | 24 tháng 2, 1979  | 28      | Al-Rayyan   |
| 12 | TĐ | Yusef Ali             | 14 tháng 10, 1988 | 10      | Al-Sadd     |
| 13 | HV | Ibrahim Majid         | 12 tháng 5, 1990  | 24      | Al-Sadd     |
| 14 | TV | Khalfan Ibrahim       | 2 tháng 6, 1988   | 47      | Al-Sadd     |
| 15 | TV | Talal Al-Bloushi      | 22 tháng 5, 1986  | 64      | Al-Sadd     |
| 16 | TĐ | Mohamed Elsayed       | 24 tháng 5, 1990  | 0       | Al-Sadd     |
| 17 | HV | Musa Haroon           | 13 tháng 9, 1986  | 28      | Al-Arabi    |
| 18 | HV | Ibrahim Al-Ghanim     | 27 tháng 6, 1983  | 45      | Al-Gharrafa |
| 19 | TV | Khaled Muftah         |                   |         |             |
| 20 | TĐ | Ali Hassan Yahya      |                   |         |             |
| 21 | TM | Mohammad Budawood     |                   |         |             |
| 22 | TM | Saad Al Sheeb         | 19 tháng 2, 1990  | 0       | Al-Sadd     |
| 23 | TĐ | Sebastián Soria       | 8 tháng 11, 1983  | 56      | Qatar SC    |

### Kuwait
Huấn luyện viên trưởng:  Goran Tufegdžić
| Số | Vt | Cầu thủ               | Ngày sinh (tuổi)            | Số trận | Câu lạc bộ |
| -- | -- | --------------------- | --------------------------- | ------- | ---------- |
| 1  | TM | Khalid Al-Rashidi     | 20 tháng 4, 1987 (23 tuổi)  | 0       | Al-Arabi   |
| 2  | HV | Yaqoub Al Taher       | 27 tháng 10, 1983 (27 tuổi) | 46      | Al-Ettifaq |
| 3  | HV | Fahad Awadh           | 26 tháng 2, 1985 (25 tuổi)  | 26      | Al-Kuwait  |
| 4  | HV | Hussain Fadel         | 10 tháng 9, 1984 (26 tuổi)  | 36      | Qadsia     |
| 5  | TV | Ahmad Ajab            | 13 tháng 5, 1984 (26 tuổi)  | 26      | Qadsia     |
| 6  | HV | Amer Al Fadhel        | 21 tháng 4, 1988 (22 tuổi)  | 14      | Qadsia     |
| 7  | TV | Fahad Al Enezi        | 1 tháng 9, 1988 (22 tuổi)   | 16      | Kazma      |
| 8  | TV | Saleh Al Sheikh       | 29 tháng 5, 1982 (28 tuổi)  | 31      | Qadsia     |
| 9  | HV | Ali Maqseed           | 11 tháng 12, 1986 (24 tuổi) | 12      | Al-Arabi   |
| 10 | TĐ | Khaled Khalaf         | 15 tháng 8, 1983 (27 tuổi)  | 30      | Al-Arabi   |
| 11 | TV | Fahad Al Ansari       | 25 tháng 2, 1987 (23 tuổi)  | 21      | Qadsia     |
| 12 | TĐ | Abdullah Al Shamali   | 12 tháng 12, 1986 (24 tuổi) | 5       | Al-Shabab  |
| 13 | HV | Musaed Neda           | 8 tháng 7, 1983 (27 tuổi)   | 68      | Qadsia     |
| 14 | TV | Talal Al Amer         | 22 tháng 2, 1987 (23 tuổi)  | 21      | Qadsia     |
| 15 | TV | Waleed Ali            | 3 tháng 11, 1980 (30 tuổi)  | 68      | Al-Kuwait  |
| 16 | TĐ | Hamad Al Enezi        | 10 tháng 5, 1986 (24 tuổi)  | 22      | Qadsia     |
| 17 | TĐ | Bader Al-Mutwa        | 10 tháng 1, 1985 (25 tuổi)  | 102     | Qadsia     |
| 18 | TV | Jarah Al Ateeqi       | 15 tháng 10, 1981 (29 tuổi) | 48      | Al-Kuwait  |
| 19 | HV | Ahmed Saad Al Rashidi | 16 tháng 8, 1983 (27 tuổi)  | 8       | Al-Arabi   |
| 20 | TĐ | Yousef Nasser         | 9 tháng 10, 1990 (20 tuổi)  | 18      | Kazma      |
| 21 | TV | Abdulaziz Al Misha'an | 19 tháng 10, 1988 (22 tuổi) | 11      | Qadsia     |
| 22 | TM | Nawaf Al Khaldi (c)   | 25 tháng 5, 1981 (29 tuổi)  | 45      | Qadsia     |
| 23 | TM | Hameed Youssef        | 10 tháng 8, 1987 (23 tuổi)  | 3       | Al-Salmiya |

### Trung Quốc
Huấn luyện viên trưởng:  Cao Hồng Ba
| Số | Vt | Cầu thủ         | Ngày sinh (tuổi)            | Số trận | Câu lạc bộ                |
| -- | -- | --------------- | --------------------------- | ------- | ------------------------- |
| 1  | TM | Dương Trí       | 6 tháng 6, 1983 (27 tuổi)   | 21      | Bắc Kinh Quốc An          |
| 2  | HV | Lý Học Bằng     | 18 tháng 9, 1988 (22 tuổi)  | 3       | Đại Liên Thực Đức         |
| 3  | HV | Vương Cường     | 23 tháng 7, 1984 (26 tuổi)  | 12      | Trường Sa Kim Đức         |
| 4  | HV | Triệu Bằng      | 20 tháng 6, 1983 (27 tuổi)  | 20      | Hà Nam Kiến Nghiệp        |
| 5  | HV | Đỗ Uy (c)       | 9 tháng 2, 1982 (28 tuổi)   | 54      | Hàng Châu Lục Thành       |
| 6  | TV | Châu Hải Tân    | 19 tháng 7, 1985 (25 tuổi)  | 42      | Sơn Đông Lỗ Năng Thái Sơn |
| 7  | TV | Triệu Húc Nhật  | 3 tháng 12, 1985 (25 tuổi)  | 39      | Thiểm Tây Trung Kiến      |
| 8  | TV | Hao Tuấn Mẫn    | 24 tháng 3, 1987 (23 tuổi)  | 30      | Schalke 04                |
| 9  | TĐ | Dương Húc       | 12 tháng 2, 1987 (23 tuổi)  | 8       | Liêu Ninh Hoành Vận       |
| 10 | TV | Đặng Trác Tường | 24 tháng 10, 1988 (22 tuổi) | 20      | Sơn Đông Lỗ Năng Thái Sơn |
| 11 | TĐ | Khúc Bá         | 15 tháng 7, 1981 (29 tuổi)  | 66      | Thiểm Tây Trung Kiến      |
| 12 | TM | Quan Chấn       | 6 tháng 2, 1985 (25 tuổi)   | 1       | Giang Tô Thuấn Thiên      |
| 13 | HV | Lưu Kiến Nghiệp | 17 tháng 6, 1987 (23 tuổi)  | 12      | Giang Tô Thuấn Thiên      |
| 14 | TV | Vương Tung      | 12 tháng 10, 1983 (27 tuổi) | 7       | Hàng Châu Lục Thành       |
| 15 | TV | Vũ Đào          | 15 tháng 10, 1981 (29 tuổi) | 8       | Thượng Hải Thân Hoa       |
| 16 | TV | Hoàng Bác Văn   | 13 tháng 7, 1987 (23 tuổi)  | 15      | Bắc Kinh Quốc An          |
| 17 | HV | Trương Lâm Bồng | 9 tháng 5, 1989 (21 tuổi)   | 14      | Quảng Châu Hằng Đại       |
| 18 | TĐ | Cao Lâm         | 14 tháng 2, 1986 (24 tuổi)  | 41      | Quảng Châu Hằng Đại       |
| 19 | TV | Dương Hạo       | 19 tháng 8, 1983 (27 tuổi)  | 22      | Bắc Kinh Quốc An          |
| 20 | HV | Vinh Hạo        | 7 tháng 4, 1987 (23 tuổi)   | 26      | Hàng Châu Lục Thành       |
| 21 | TV | Vũ Hải          | 4 tháng 6, 1987 (23 tuổi)   | 19      | Thiểm Tây Trung Kiến      |
| 22 | TM | Tăng Thành      | 8 tháng 1, 1987 (23 tuổi)   | 9       | Hà Nam Kiến Nghiệp        |
| 23 | HV | Lý Kiến Tân     | 19 tháng 1, 1989 (21 tuổi)  | 0       | Thành Đô Tạ Phi Liên      |

### Uzbekistan
Huấn luyện viên trưởng:  Vadim Abramov
| Số | Vt | Cầu thủ                 | Ngày sinh (tuổi)  | Số trận | Câu lạc bộ               |
| -- | -- | ----------------------- | ----------------- | ------- | ------------------------ |
| 1  | TM | Temur Juraev            | 12 tháng 5, 1984  | 10      | FC Pakhtakor Tashkent    |
| 2  | HV | Yaroslav Krushelnitskiy | 16 tháng 3, 1983  | 5       | Shurtan Guzar            |
| 3  | HV | Shavkat Mullajanov      | 19 tháng 1, 1986  | 8       | Olmaliq                  |
| 4  | HV | Anzur Ismailov          | 21 tháng 4, 1985  | 28      | Bunyodkor                |
| 5  | HV | Aziz Ibrohimov          | 21 tháng 7, 1986  | 15      | Bohemians 1905           |
| 6  | HV | Sakhob Juraev           | 19 tháng 1, 1987  | 17      | Bunyodkor                |
| 7  | TV | Aziz Haydarov           | 8 tháng 7, 1985   | 29      | Bunyodkor                |
| 8  | TV | Server Djeparov (c)     | 3 tháng 10, 1982  | 66      | FC Seoul                 |
| 9  | TV | Odil Ahmedov            | 25 tháng 11, 1987 | 32      | FC Pakhtakor Tashkent    |
| 10 | TV | Shavkat Salomov         | 8 tháng 6, 1985   | 7       | Nasaf Qarshi             |
| 11 | TV | Marat Bikmaev           | 1 tháng 1, 1986   | 22      | FC Alania Vladikavkaz    |
| 12 | TM | Ignatiy Nesterov        | 20 tháng 6, 1983  | 50      | Bunyodkor                |
| 13 | TĐ | Olim Navkarov           | 3 tháng 3, 1983   | 4       | Qizilqum Zarafshon       |
| 14 | TV | Stanislav Andreev       | 6 tháng 5, 1988   | 11      | Pakhtakor Tashkent       |
| 15 | TĐ | Alexander Geynrikh      | 10 tháng 6, 1984  | 57      | Pakhtakor Tashkent       |
| 16 | TĐ | Maksim Shatskikh        | 30 tháng 8, 1978  | 51      | FC Arsenal Kyiv          |
| 17 | TV | Sanjar Tursunov         | 29 tháng 12, 1986 | 4       | FC Volga Nizhny Novgorod |
| 18 | TV | Timur Kapadze           | 9 tháng 5, 1981   | 76      | Bunyodkor                |
| 19 | TV | Jasur Hasanov           | 2 tháng 8, 1983   | 17      | Lekhwiya                 |
| 20 | HV | Farrukh Nurliboev       | 6 tháng 1, 1991   | 1       | Olmaliq FK               |
| 21 | TM | Murod Zukhurov          | 23 tháng 2, 1983  | 1       | Nasaf Qarshi             |
| 22 | HV | Viktor Karpenko         | 7 tháng 9, 1977   | 46      | Bunyodkor                |
| 23 | TV | Vagiz Galiullin         | 10 tháng 10, 1987 | 5       | FC Sibir Novosibirsk     |

## Bảng B

### Ả Rập Xê Út
Huấn luyện viên trưởng:  Jose Peseiro
| Số | Vt | Cầu thủ               | Ngày sinh (tuổi)            | Số trận | Câu lạc bộ |
| -- | -- | --------------------- | --------------------------- | ------- | ---------- |
| 1  | TM | Waleed Abdullah       | 19 tháng 4, 1986 (24 tuổi)  | 23      | Al-Shabab  |
| 2  | HV | Abdullah Shuhail      | 22 tháng 1, 1985 (25 tuổi)  | 22      | Al-Shabab  |
| 3  | HV | Osama Hawsawi         | 31 tháng 3, 1984 (26 tuổi)  | 48      | Al-Hilal   |
| 4  | HV | Hamad Al-Montashari   | 22 tháng 6, 1982 (28 tuổi)  | 50      | Al-Ittihad |
| 5  | HV | Osama Al-Muwallad     | 16 tháng 5, 1984 (26 tuổi)  | 21      | Al-Ittihad |
| 6  | TV | Ahmed Otaif           | 14 tháng 4, 1983 (27 tuổi)  | 25      | Al-Shabab  |
| 7  | HV | Kamel Al-Mousa        | 1 tháng 1, 1986 (25 tuổi)   | 0       | Al-Ahli    |
| 8  | TV | Manaf Abushgeer       | 5 tháng 2, 1980 (30 tuổi)   | 0       | Al-Ittihad |
| 9  | TĐ | Naif Hazazi           | 11 tháng 1, 1989 (21 tuổi)  | 11      | Al-Ittihad |
| 10 | TV | Mohammad Al-Shalhoub  | 8 tháng 12, 1980 (30 tuổi)  | 58      | Al-Hilal   |
| 11 | TĐ | Nasser Al-Shamrani    | 23 tháng 11, 1983 (27 tuổi) | 26      | Al-Shabab  |
| 12 | HV | Mishal Al-Said        | 18 tháng 7, 1983 (27 tuổi)  | 5       | Al-Ittihad |
| 13 | TV | Moataz Al-Musa        | 17 tháng 2, 1985 (25 tuổi)  | 0       | Al-Ahli    |
| 14 | TV | Saud Khariri          | 8 tháng 6, 1980 (30 tuổi)   | 37      | Al-Ittihad |
| 15 | TV | Abdoh Otaif           | 2 tháng 4, 1984 (26 tuổi)   | 44      | Al-Shabab  |
| 16 | TV | Abdullaziz Al-Dosari  | 11 tháng 10, 1989 (21 tuổi) | 5       | Al-Hilal   |
| 17 | TV | Taisir Al-Jassim      | 25 tháng 7, 1984 (26 tuổi)  | 47      | Al-Ahli    |
| 18 | TV | Nawaf Al Abed         | 26 tháng 1, 1990 (20 tuổi)  | 4       | Al-Hilal   |
| 19 | TV | Mohammed Massad       | 17 tháng 2, 1983 (27 tuổi)  | 0       | Al-Ahli    |
| 20 | TĐ | Yasser Al-Qahtani (c) | 10 tháng 10, 1982 (28 tuổi) | 68      | Al Hilal   |
| 21 | TM | Mabrouk Zayed         | 2 tháng 11, 1979 (31 tuổi)  | 36      | Al-Ittihad |
| 22 | TM | Hussain Shae'an       | 1 tháng 1, 1988 (23 tuổi)   | 0       | Al-Shabab  |
| 23 | TĐ | Mohannad Asseri       | 8 tháng 1, 1989 (21 tuổi)   | 5       | Al-Wahda   |

### Nhật Bản
Huấn luyện viên trưởng:  Alberto Zaccheroni
| Số | Vt | Cầu thủ           | Ngày sinh (tuổi)            | Số trận | Câu lạc bộ          |
| -- | -- | ----------------- | --------------------------- | ------- | ------------------- |
| 1  | TM | Kawashima Eiji    | 20 tháng 3, 1983 (27 tuổi)  | 16      | Lierse              |
| 2  | HV | Inoha Masahiko    | 28 tháng 8, 1985 (25 tuổi)  | 0       | Kashima Antlers     |
| 3  | HV | Iwamasa Daiki     | 30 tháng 1, 1982 (28 tuổi)  | 4       | Kashima Antlers     |
| 4  | HV | Konno Yasuyuki    | 25 tháng 1, 1983 (27 tuổi)  | 40      | Tokyo               |
| 5  | HV | Nagatomo Yūto     | 12 tháng 9, 1986 (24 tuổi)  | 34      | Cesena              |
| 6  | HV | Uchida Atsuto     | 27 tháng 3, 1988 (22 tuổi)  | 34      | Schalke             |
| 7  | TV | Endō Yasuhito     | 28 tháng 1, 1980 (30 tuổi)  | 100     | Gamba Osaka         |
| 8  | TV | Matsui Daisuke    | 11 tháng 5, 1981 (29 tuổi)  | 29      | Tom Tomsk           |
| 9  | TĐ | Okazaki Shinji    | 16 tháng 4, 1986 (24 tuổi)  | 35      | Shimizu S-Pulse     |
| 10 | TV | Kagawa Shinji     | 17 tháng 3, 1989 (21 tuổi)  | 17      | Borussia Dortmund   |
| 11 | TĐ | Maeda Ryoichi     | 9 tháng 10, 1981 (29 tuổi)  | 7       | Júbilo Iwata        |
| 12 | HV | Sakai Gotoku      | 14 tháng 3, 1991 (19 tuổi)  | 0       | Albirex Niigata     |
| 13 | TV | Hosogai Hajime    | 10 tháng 6, 1986 (24 tuổi)  | 3       | Augsburg            |
| 14 | TV | Fujimoto Jungo    | 24 tháng 3, 1984 (26 tuổi)  | 6       | Shimizu S-Pulse     |
| 15 | TV | Honda Takuya      | 17 tháng 4, 1985 (25 tuổi)  | 0       | Shimizu S-Pulse     |
| 16 | TV | Kashiwagi Yosuke  | 15 tháng 12, 1987 (23 tuổi) | 1       | Urawa Red Diamonds  |
| 17 | TV | Hasebe Makoto     | 18 tháng 1, 1984 (26 tuổi)  | 37      | Wolfsburg           |
| 18 | TV | Honda Keisuke     | 13 tháng 6, 1986 (24 tuổi)  | 23      | CSKA Moscow         |
| 19 | TĐ | Lee Tadanari      | 19 tháng 12, 1985 (25 tuổi) | 0       | Sanfrecce Hiroshima |
| 20 | HV | Makino Tomoaki    | 11 tháng 5, 1987 (23 tuổi)  | 4       | Sanfrecce Hiroshima |
| 21 | TM | Nishikawa Shusaku | 18 tháng 6, 1986 (24 tuổi)  | 3       | Sanfrecce Hiroshima |
| 22 | HV | Yoshida Maya      | 24 tháng 8, 1988 (22 tuổi)  | 1       | VVV-Venlo           |
| 23 | TM | Gonda Shuichi     | 3 tháng 3, 1989 (21 tuổi)   | 1       | Tokyo               |

### Jordan
Huấn luyện viên trưởng:  Adnan Hamad
| Số | Vt | Cầu thủ             | Ngày sinh (tuổi)            | Số trận | Câu lạc bộ           |
| -- | -- | ------------------- | --------------------------- | ------- | -------------------- |
| 1  | TM | Amer Shafia         | 14 tháng 2, 1982 (28 tuổi)  |         | Al-Wahdat            |
| 2  | HV | Mohammad Moneer     |                             |         | Al-Jaish             |
| 3  | HV | Suleiman Salman     | 27 tháng 6, 1987 (23 tuổi)  |         | Al Ramtha            |
| 4  | TV | Baha'a Abdul-Rahman | 5 tháng 1, 1987 (24 tuổi)   |         | Al-Faisaly           |
| 5  | HV | Mohammad Aldmeiri   | 30 tháng 8, 1987 (23 tuổi)  |         | Al-Wahdat            |
| 6  | TV | Saeed Murjan        |                             |         | Al-Arabi             |
| 7  | TV | Amer Deeb           | 4 tháng 2, 1980 (30 tuổi)   |         | Al-Wahdat            |
| 8  | HV | Bashar Bani Yaseen  | 1 tháng 6, 1977 (33 tuổi)   |         | Al-Jazeera           |
| 9  | TĐ | Odai Al-Saify       | 26 tháng 4, 1986 (24 tuổi)  |         | Alki Larnaca         |
| 10 | TĐ | Moayyad Abu Keshek  | 16 tháng 6, 1983 (27 tuổi)  |         | Al-Faisaly           |
| 11 | TV | Ra'ed Al-Nawateer   | 5 tháng 5, 1988 (22 tuổi)   |         | Al-Jazeera           |
| 12 | TM | Lo'ay Al-Amaireh    | 30 tháng 11, 1977 (33 tuổi) |         | Al-Faisaly           |
| 13 | TĐ | Hamza Al-Dararadreh |                             |         | Al-Jazeera           |
| 14 | TĐ | Abdullah Deeb       | 3 tháng 3, 1987 (23 tuổi)   |         | Nadi Shabab Al-Ordon |
| 15 | HV | Shadi Abu Hashhash  |                             |         | Al Taawon            |
| 16 | HV | Basem Fatahi        | 1 tháng 9, 1982 (28 tuổi)   |         | Al-Wahdat            |
| 17 | HV | Hatem Aqel          | 21 tháng 6, 1978 (32 tuổi)  |         | Al-Raed              |
| 18 | TV | Hassan Abdel Fattah | 17 tháng 8, 1982 (28 tuổi)  |         | Al-Wahdat            |
| 19 | HV | Anas Bani Yaseen    | 29 tháng 11, 1988 (22 tuổi) |         | Najran               |
| 20 | TV | Alaa Al-Bashir      |                             |         | Nadi Shabab Al-Ordon |
| 21 | TV | Ahmad Al-Zugheir    | 14 tháng 9, 1986 (24 tuổi)  |         | Al-Wahdat            |
| 22 | TM | Moataz Yassin       | 3 tháng 11, 1982 (28 tuổi)  |         | Nadi Shabab Al-Ordon |
| 23 | TĐ | Anas Hijah          | 13 tháng 7, 1988 (22 tuổi)  |         | Al-Faisaly           |

### Syria
Huấn luyện viên trưởng:  Valeriu Tiţa
| Số | Vt | Cầu thủ               | Ngày sinh (tuổi)            | Số trận | Câu lạc bộ |
| -- | -- | --------------------- | --------------------------- | ------- | ---------- |
| 1  | TM | Mosab Balhous         | 5 tháng 10, 1983 (27 tuổi)  | 72      | Al-Karamah |
| 2  | HV | Belal Abduldaim       | 1 tháng 1, 1983 (28 tuổi)   | 24      | Al-Karamah |
| 3  | HV | Ali Diab              | 23 tháng 5, 1982 (28 tuổi)  | 80      | Al-Shorta  |
| 4  | HV | Jehad Al Baour        | 1 tháng 1, 1987 (24 tuổi)   | 2       | Al-Jaish   |
| 5  | TV | Feras Esmaeel         | 3 tháng 1, 1983 (28 tuổi)   | 70      | Al-Jaish   |
| 6  | TV | Jehad Al Hussain      | 30 tháng 7, 1982 (28 tuổi)  | 72      | Al-Qadsia  |
| 7  | TV | Abdelrazaq Al Hussain | 15 tháng 9, 1986 (24 tuổi)  | 33      | Al-Karamah |
| 8  | TV | Taha Dyab             | 23 tháng 7, 1990 (20 tuổi)  | 2       | Al-Ittihad |
| 9  | TV | Qusay Habib           | 15 tháng 4, 1987 (23 tuổi)  | 5       | Al-Shorta  |
| 10 | TĐ | Firas Al Khatib (c)   | 9 tháng 6, 1983 (27 tuổi)   | 49      | Al-Qadsia  |
| 11 | TV | Adel Abdullah         | 12 tháng 1, 1984 (26 tuổi)  | 29      | Al-Karamah |
| 12 | TĐ | Mohamed Al Zeno       | 5 tháng 2, 1983 (27 tuổi)   | 45      | Al-Karamah |
| 13 | HV | Nadim Sabagh          | 1 tháng 1, 1985 (26 tuổi)   | 5       | Al-Jaish   |
| 14 | TV | Wael Ayan             | 9 tháng 4, 1985 (25 tuổi)   | 43      | Al-Faisaly |
| 15 | HV | Ahmad Al Salih        | 20 tháng 5, 1990 (20 tuổi)  | 0       | Al-Jaish   |
| 16 | TM | Radwan Al Azhar       | 12 tháng 5, 1979 (31 tuổi)  | 25      | Al-Majd    |
| 17 | HV | Abdulkader Dakka      | 10 tháng 1, 1985 (25 tuổi)  | 37      | Al-Ittihad |
| 18 | TĐ | Abdul Fattah Al Agha  | 1 tháng 8, 1984 (26 tuổi)   | 32      | Wadi Degla |
| 19 | TĐ | Senharib Malki        | 1 tháng 3, 1984 (26 tuổi)   | 7       | Lokeren    |
| 20 | TV | Louay Chanko          | 29 tháng 11, 1979 (31 tuổi) | 7       | AaB        |
| 21 | HV | Bwrhan Sahyouni       | 7 tháng 4, 1986 (24 tuổi)   | 9       | Al-Jaish   |
| 22 | TM | Adnan Al Hafez        | 23 tháng 4, 1984 (26 tuổi)  | 3       | Al-Wahda   |
| 23 | TV | Samer Awad            | 9 tháng 2, 1982 (28 tuổi)   | 11      | Al-Majd    |

## Bảng C

### Hàn Quốc
Huấn luyện viên trưởng:  Cho Kwang-Rae
| Số | Vt | Cầu thủ         | Ngày sinh (tuổi)            | Số trận | Câu lạc bộ            |
| -- | -- | --------------- | --------------------------- | ------- | --------------------- |
| 1  | TM | Jung Sung-Ryong | 4 tháng 1, 1985 (26 tuổi)   | 23      | Seongnam Ilhwa Chunma |
| 2  | HV | Choi Hyo-Jin    | 18 tháng 8, 1983 (27 tuổi)  | 9       | Sangju Sangmu         |
| 3  | HV | Hwang Jae-Won   | 13 tháng 4, 1981 (29 tuổi)  | 4       | Suwon Bluewings       |
| 4  | HV | Cho Yong-Hyung  | 3 tháng 11, 1983 (27 tuổi)  | 38      | Al-Rayyan             |
| 5  | HV | Kwak Tae-Hwi    | 8 tháng 7, 1981 (29 tuổi)   | 15      | Kyoto Sanga           |
| 6  | HV | Lee Yong-Rae    | 17 tháng 4, 1986 (24 tuổi)  | 0       | Suwon Bluewings       |
| 7  | TV | Park Ji-Sung    | 25 tháng 2, 1981 (29 tuổi)  | 94      | Manchester United     |
| 8  | TV | Yoon Bit-Garam  | 7 tháng 5, 1990 (20 tuổi)   | 3       | Gyeongnam             |
| 9  | TĐ | Yoo Byung-Soo   | 26 tháng 3, 1988 (22 tuổi)  | 1       | Incheon United        |
| 10 | TĐ | Ji Dong-Won     | 28 tháng 5, 1991 (19 tuổi)  | 0       | Chunnam Dragons       |
| 11 | TV | Son Heung-Min   | 8 tháng 7, 1992 (18 tuổi)   | 0       | Hamburg               |
| 12 | HV | Lee Young-Pyo   | 23 tháng 4, 1977 (33 tuổi)  | 120     | Al-Hilal              |
| 13 | TV | Koo Ja-Cheol    | 27 tháng 2, 1989 (21 tuổi)  | 9       | Jeju United           |
| 14 | HV | Lee Jung-Soo    | 8 tháng 1, 1980 (30 tuổi)   | 32      | Al-Sadd               |
| 15 | HV | Hong Jeong-Ho   | 12 tháng 8, 1989 (21 tuổi)  | 3       | Jeju United           |
| 16 | TV | Ki Sung-Yueng   | 24 tháng 1, 1989 (21 tuổi)  | 29      | Celtic                |
| 17 | TV | Lee Chung-Yong  | 2 tháng 7, 1988 (22 tuổi)   | 30      | Bolton Wanderers      |
| 18 | TV | Kim Bo-Kyung    | 6 tháng 10, 1989 (21 tuổi)  | 7       | Oita Trinita          |
| 19 | TV | Yeom Ki-Hun     | 30 tháng 3, 1983 (27 tuổi)  | 39      | Suwon Bluewings       |
| 20 | TĐ | Kim Shin-Wook   | 14 tháng 4, 1988 (22 tuổi)  | 2       | Ulsan Hyundai         |
| 21 | TM | Kim Yong-Dae    | 11 tháng 10, 1979 (31 tuổi) | 21      | FC Seoul              |
| 22 | HV | Cha Du-Ri       | 25 tháng 7, 1980 (30 tuổi)  | 52      | Celtic                |
| 23 | TM | Kim Jin-Hyeon   | 6 tháng 7, 1987 (23 tuổi)   | 0       | Cerezo Osaka          |

### Úc
Huấn luyện viên trưởng:  Holger Osieck
| Số | Vt | Cầu thủ            | Ngày sinh (tuổi)            | Số trận | Câu lạc bộ            |
| -- | -- | ------------------ | --------------------------- | ------- | --------------------- |
| 1  | TM | Mark Schwarzer     | 6 tháng 10, 1972 (38 tuổi)  | 82      | Fulham                |
| 2  | HV | Lucas Neill (c)    | 9 tháng 3, 1978 (32 tuổi)   | 63      | Galatasaray           |
| 3  | HV | David Carney       | 30 tháng 11, 1983 (27 tuổi) | 32      | Blackpool             |
| 4  | TV | Tim Cahill         | 6 tháng 12, 1979 (31 tuổi)  | 46      | Everton               |
| 5  | TV | Jason Čulina       | 5 tháng 8, 1980 (30 tuổi)   | 56      | Gold Coast United     |
| 6  | HV | Saša Ognenovski    | 3 tháng 4, 1979 (31 tuổi)   | 1       | Seongnam Ilhwa Chunma |
| 7  | TV | Brett Emerton      | 22 tháng 2, 1979 (31 tuổi)  | 78      | Blackburn Rovers      |
| 8  | HV | Luke Wilkshire     | 1 tháng 10, 1981 (29 tuổi)  | 50      | Dinamo Moskva         |
| 9  | TĐ | Scott McDonald     | 21 tháng 8, 1983 (27 tuổi)  | 20      | Middlesbrough         |
| 10 | TV | Harry Kewell       | 22 tháng 9, 1978 (32 tuổi)  | 47      | Galatasaray           |
| 11 | TĐ | Nathan Burns       | 7 tháng 4, 1988 (22 tuổi)   | 4       | AEK Athens            |
| 12 | TM | Nathan Coe         | 1 tháng 6, 1984 (26 tuổi)   | 0       | SønderjyskE           |
| 13 | HV | Jade North         | 7 tháng 1, 1982 (29 tuổi)   | 31      | Wellington Phoenix    |
| 14 | TV | Brett Holman       | 27 tháng 3, 1984 (26 tuổi)  | 38      | AZ                    |
| 15 | TV | Mile Jedinak       | 3 tháng 8, 1984 (26 tuổi)   | 16      | Gençlerbirliği        |
| 16 | TV | Carl Valeri        | 14 tháng 8, 1984 (26 tuổi)  | 29      | Sassuolo              |
| 17 | TV | Matt McKay         | 11 tháng 1, 1983 (27 tuổi)  | 6       | Brisbane Roar         |
| 18 | TM | Brad Jones         | 19 tháng 3, 1982 (28 tuổi)  | 2       | Liverpool             |
| 19 | TĐ | Richard Garcia     | 4 tháng 9, 1981 (29 tuổi)   | 14      | Hull City             |
| 20 | HV | Matthew Špiranović | 27 tháng 6, 1988 (22 tuổi)  | 5       | Urawa Red Diamonds    |
| 21 | HV | Jonathan McKain    | 21 tháng 9, 1982 (28 tuổi)  | 14      | Al-Nassr              |
| 22 | TV | Neil Kilkenny      | 19 tháng 12, 1985 (25 tuổi) | 2       | Leeds United          |
| 23 | TĐ | Robbie Kruse       | 5 tháng 10, 1988 (22 tuổi)  | 0       | Melbourne Victory     |

### Ấn Độ
Huấn luyện viên trưởng:  Bob Houghton
| Số | Vt | Cầu thủ                 | Ngày sinh (tuổi)            | Số trận | Câu lạc bộ           |
| -- | -- | ----------------------- | --------------------------- | ------- | -------------------- |
| 1  | TM | Subrata Pal             | 24 tháng 12, 1986 (24 tuổi) | 30      | Pune                 |
| 2  | HV | Moirangthem Govin Singh | 3 tháng 1, 1988 (23 tuổi)   | 0       | East Bengal          |
| 3  | HV | N.S. Manju              | 9 tháng 5, 1987 (23 tuổi)   | 22      | Mohun Bagan          |
| 4  | HV | Rakesh Masih            | 18 tháng 3, 1987 (23 tuổi)  | 1       | Mohun Bagan          |
| 5  | HV | Anwar Ali               | 24 tháng 9, 1984 (26 tuổi)  | 23      | Dempo                |
| 6  | TV | Baldeep Singh Junior    | 12 tháng 1, 1987 (23 tuổi)  | 2       | JCT                  |
| 7  | TV | Pappachen Pradeep       | 28 tháng 4, 1983 (27 tuổi)  | 37      | Free agent           |
| 8  | TV | P. Renedy Singh         | 20 tháng 6, 1979 (31 tuổi)  | 55      | Free agent           |
| 9  | TĐ | Abhishek Yadav          | 5 tháng 6, 1980 (30 tuổi)   | 28      | Mumbai               |
| 10 | TV | Clifford Miranda        | 11 tháng 7, 1982 (28 tuổi)  | 19      | Dempo                |
| 11 | TĐ | Sunil Chhetri           | 3 tháng 8, 1984 (26 tuổi)   | 40      | Sporting Kansas City |
| 12 | HV | Deepak Mondal           | 13 tháng 10, 1979 (31 tuổi) | 42      | Mohun Bagan          |
| 13 | TM | Gurpreet Singh Sadhu    | 3 tháng 2, 1992 (18 tuổi)   | 0       | AIFF XI              |
| 14 | HV | Mahesh Gawli            | 23 tháng 1, 1980 (30 tuổi)  | 56      | Dempo                |
| 15 | TĐ | Baichung Bhutia (c)     | 15 tháng 12, 1976 (34 tuổi) | 102     | East Bengal          |
| 16 | TV | Mehrajuddin Wadoo       | 12 tháng 2, 1984 (26 tuổi)  | 25      | East Bengal          |
| 17 | HV | Irungbam Surkumar Singh | 21 tháng 3, 1983 (27 tuổi)  | 44      | Mohun Bagan          |
| 18 | TĐ | Sushil Kumar Singh      | 1 tháng 4, 1989             | 10      | East Bengal          |
| 19 | HV | Gouramangi Singh        | 25 tháng 1, 1985 (25 tuổi)  | 30      | Churchill Brothers   |
| 20 | TV | Climax Lawrence         | 16 tháng 1, 1979 (31 tuổi)  | 51      | Dempo                |
| 21 | TM | Subhasish Roy Chowdhury | 27 tháng 9, 1986 (24 tuổi)  | 1       | Dempo                |
| 22 | TV | Syed Rahim Nabi         | 12 tháng 12, 1985           | 20      | East Bengal          |
| 23 | TV | Steven Dias             | 25 tháng 12, 1983 (27 tuổi) | 32      | Churchill Brothers   |

### Bahrain
Huấn luyện viên trưởng:  Salman Sharida
| Số | Vt | Cầu thủ               | Ngày sinh (tuổi)            | Số trận | Câu lạc bộ |
| -- | -- | --------------------- | --------------------------- | ------- | ---------- |
| 1  | TM | Mosab Balhous         | 5 tháng 10, 1983 (27 tuổi)  | 72      | Al-Karamah |
| 2  | HV | Belal Abduldaim       | 1 tháng 1, 1983 (28 tuổi)   | 24      | Al-Karamah |
| 3  | HV | Ali Diab              | 23 tháng 5, 1982 (28 tuổi)  | 80      | Al-Shorta  |
| 4  | HV | Jehad Al Baour        | 1 tháng 1, 1987 (24 tuổi)   | 2       | Al-Jaish   |
| 5  | TV | Feras Esmaeel         | 3 tháng 1, 1983 (28 tuổi)   | 70      | Al-Jaish   |
| 6  | TV | Jehad Al Hussain      | 30 tháng 7, 1982 (28 tuổi)  | 72      | Al-Qadsia  |
| 7  | TV | Abdelrazaq Al Hussain | 15 tháng 9, 1986 (24 tuổi)  | 33      | Al-Karamah |
| 8  | TV | Taha Dyab             | 23 tháng 7, 1990 (20 tuổi)  | 2       | Al-Ittihad |
| 9  | TV | Qusay Habib           | 15 tháng 4, 1987 (23 tuổi)  | 5       | Al-Shorta  |
| 10 | TĐ | Firas Al Khatib (c)   | 9 tháng 6, 1983 (27 tuổi)   | 49      | Al-Qadsia  |
| 11 | TV | Adel Abdullah         | 12 tháng 1, 1984 (26 tuổi)  | 29      | Al-Karamah |
| 12 | TĐ | Mohamed Al Zeno       | 5 tháng 2, 1983 (27 tuổi)   | 45      | Al-Karamah |
| 13 | HV | Nadim Sabagh          | 1 tháng 1, 1985 (26 tuổi)   | 5       | Al-Jaish   |
| 14 | TV | Wael Ayan             | 9 tháng 4, 1985 (25 tuổi)   | 43      | Al-Faisaly |
| 15 | HV | Ahmad Al Salih        | 20 tháng 5, 1990 (20 tuổi)  | 0       | Al-Jaish   |
| 16 | TM | Radwan Al Azhar       | 12 tháng 5, 1979 (31 tuổi)  | 25      | Al-Majd    |
| 17 | HV | Abdulkader Dakka      | 10 tháng 1, 1985 (25 tuổi)  | 37      | Al-Ittihad |
| 18 | TĐ | Abdul Fattah Al Agha  | 1 tháng 8, 1984 (26 tuổi)   | 32      | Wadi Degla |
| 19 | TĐ | Senharib Malki        | 1 tháng 3, 1984 (26 tuổi)   | 7       | Lokeren    |
| 20 | TV | Louay Chanko          | 29 tháng 11, 1979 (31 tuổi) | 7       | AaB        |
| 21 | HV | Bwrhan Sahyouni       | 7 tháng 4, 1986 (24 tuổi)   | 9       | Al-Jaish   |
| 22 | TM | Adnan Al Hafez        | 23 tháng 4, 1984 (26 tuổi)  | 3       | Al-Wahda   |
| 23 | TV | Samer Awad            | 9 tháng 2, 1982 (28 tuổi)   | 11      | Al-Majd    |

## Bảng D

### Iraq
Huấn luyện viên trưởng:  Wolfgang Sidka
| Số | Vt | Cầu thủ              | Ngày sinh (tuổi)            | Số trận | Câu lạc bộ        |
| -- | -- | -------------------- | --------------------------- | ------- | ----------------- |
| 1  | TM | Ali Mutashar         | 26 tháng 9, 1989 (21 tuổi)  | 4       | Talaba            |
| 2  | HV | Mohammed Ali Karim   | 25 tháng 6, 1986 (24 tuổi)  | 23      | Al-Zawra'a        |
| 3  | HV | Bassim Abbas         | 1 tháng 7, 1982 (28 tuổi)   | 70      | Konyaspor         |
| 4  | TV | Qusay Munir          | 12 tháng 4, 1981 (29 tuổi)  | 60      | Qatar SC          |
| 5  | TV | Nashat Akram         | 12 tháng 9, 1984 (26 tuổi)  | 96      | Al-Wakrah         |
| 6  | TV | Saad Abdul-Amir      | 20 tháng 1, 1992 (18 tuổi)  | 9       | Al-Karkh          |
| 7  | TĐ | Emad Mohammed        | 24 tháng 6, 1982 (28 tuổi)  | 89      | Shahin Bushehr    |
| 8  | TV | Samer Saeed          | 1 tháng 12, 1987 (23 tuổi)  | 20      | Alahly Tripoli    |
| 9  | TĐ | Mustafa Karim        | 21 tháng 6, 1987 (23 tuổi)  | 26      | Al-Sailiya        |
| 10 | TĐ | Younis Mahmoud       | 2 tháng 3, 1983 (27 tuổi)   | 86      | Al-Gharafa        |
| 11 | TV | Hawar Mulla Mohammed | 1 tháng 6, 1981 (29 tuổi)   | 95      | Shahin Bushehr    |
| 12 | TM | Mohammed Gassid      | 10 tháng 12, 1986 (24 tuổi) | 30      | Arbil             |
| 13 | TV | Karrar Jassim        | 15 tháng 3, 1987 (23 tuổi)  | 33      | Tractor Sazi      |
| 14 | HV | Salam Shakir         | 31 tháng 7, 1986 (24 tuổi)  | 27      | Al-Khor           |
| 15 | HV | Ali Rehema           | 8 tháng 8, 1985 (25 tuổi)   | 61      | Al-Wakrah         |
| 16 | HV | Samal Saeed          | 1 tháng 12, 1987 (23 tuổi)  | 32      | Al-Shorta         |
| 17 | TĐ | Alaa Abdul-Zahra     | 22 tháng 12, 1987 (23 tuổi) | 27      | Persija Jakarta   |
| 18 | TV | Mahdi Karim          | 10 tháng 12, 1983 (27 tuổi) | 83      | Arbil             |
| 19 | TV | Ahmad Ayad           | 19 tháng 1, 1991 (19 tuổi)  | 15      | Persija Jakarta   |
| 20 | TV | Muthana Khalid       | 14 tháng 6, 1989 (21 tuổi)  | 10      | Al-Quwa Al-Jawiya |
| 21 | HV | Ahmad Ibrahim Khalaf | 25 tháng 2, 1992 (18 tuổi)  | 3       | Arbil             |
| 22 | TM | Haidar Raad          | 1 tháng 1, 1988 (23 tuổi)   | 1       | Al-Karkh          |
| 23 | HV | Saad Attiya          | 26 tháng 2, 1987 (23 tuổi)  | 16      | Al-Shorta         |

### CHDCND Triều Tiên
Huấn luyện viên trưởng:  Cho In-Chol
| Số | Vt | Cầu thủ          | Ngày sinh (tuổi)            | Số trận | Câu lạc bộ     |
| -- | -- | ---------------- | --------------------------- | ------- | -------------- |
| 1  | TM | Ri Myong-Guk     | 9 tháng 9, 1986 (24 tuổi)   | 37      | Pyongyang City |
| 2  | HV | Cha Jong-Hyok    | 25 tháng 9, 1985 (25 tuổi)  | 37      | Wil            |
| 3  | HV | Ri Jun-Il        | 24 tháng 8, 1987 (23 tuổi)  | 30      | Sobaeksu       |
| 4  | HV | Pak Nam-Chol     | 3 tháng 10, 1988 (22 tuổi)  | 6       | Amrokgang      |
| 5  | HV | Ri Kwang-Chon    | 4 tháng 9, 1985 (25 tuổi)   | 41      | April 25       |
| 6  | TV | Choe Myong-Ho    | 3 tháng 7, 1988 (22 tuổi)   | 5       | Pyongyang City |
| 7  | TV | Ryang Yong-Gi    | 7 tháng 1, 1982 (29 tuổi)   | 10      | Vegalta Sendai |
| 8  | HV | Ji Yun-Nam       | 20 tháng 11, 1976 (34 tuổi) | 32      | April 25       |
| 9  | TĐ | Jong Tae-Se      | 2 tháng 3, 1984 (26 tuổi)   | 27      | VfL Bochum     |
| 10 | TĐ | Hong Yong-Jo (c) | 22 tháng 5, 1982            | 69      | Rostov         |
| 11 | TV | Mun In-Guk       | 29 tháng 9, 1978 (32 tuổi)  | 45      | April 25       |
| 12 | HV | Jon Kwang-Ik     | 5 tháng 4, 1988 (22 tuổi)   | 11      | Amrokgang      |
| 13 | HV | Pak Chol-Jin     | 5 tháng 9, 1985 (25 tuổi)   | 36      | Amrokgang      |
| 14 | TV | Pak Nam-Chol     | 2 tháng 7, 1985 (25 tuổi)   | 35      | April 25       |
| 15 | TV | Kim Yong-Jun     | 19 tháng 7, 1983 (27 tuổi)  | 86      | Pyongyang City |
| 16 | TĐ | Choe Kum-Chol    | 9 tháng 2, 1987 (23 tuổi)   | 18      | Rimyongsu      |
| 17 | TV | An Yong-Hak      | 25 tháng 10, 1978 (32 tuổi) | 30      | Kashiwa Reysol |
| 18 | TM | Kim Myong-Gil    | 16 tháng 10, 1984 (26 tuổi) | 31      | Amrokgang      |
| 19 | TĐ | An Chol-Hyok     | 27 tháng 6, 1985 (25 tuổi)  | 19      | Rimyongsu      |
| 20 | HV | Ri Kwang-Hyok    | 17 tháng 8, 1987 (23 tuổi)  | 5       | Kyonggongop    |
| 21 | TĐ | Pak Chol-Min     | 10 tháng 12, 1988 (22 tuổi) | 8       | Rimyongsu      |
| 22 | TM | Ri Kwang-Il      | 13 tháng 4, 1994 (16 tuổi)  | 0       | Sobaeksu       |
| 23 | TV | Kim Kuk-Jin      | 5 tháng 1, 1989 (22 tuổi)   | 2       | Wil            |

### UAE
Huấn luyện viên trưởng:  Srečko Katanec
| Số | Vt | Cầu thủ               | Ngày sinh (tuổi)            | Số trận | Câu lạc bộ         |
| -- | -- | --------------------- | --------------------------- | ------- | ------------------ |
| 1  | TM | Majed Nasser          | 1 tháng 4, 1984 (26 tuổi)   | 53      | Al Wasl            |
| 2  | HV | Khalid Sebil Lashkari | 22 tháng 6, 1987 (23 tuổi)  | 8       | Al-Jazira          |
| 3  | HV | Mohamed Ahmed         | 16 tháng 4, 1989 (21 tuổi)  | 0       | Al Shabab Al Arabi |
| 4  | TV | Subait Khater         | 27 tháng 2, 1980 (30 tuổi)  | 99      | Al-Jazira          |
| 5  | TV | Amer Abdulrahman      | 3 tháng 7, 1989 (21 tuổi)   | 6       | Baniyas            |
| 6  | HV | Fares Juma Al Saadi   | 30 tháng 12, 1988 (22 tuổi) | 26      | Al Ain             |
| 7  | TV | Ali Al-Wehaibi        | 27 tháng 10, 1983 (27 tuổi) | 33      | Al Ain             |
| 8  | HV | Hamdan Al Kamali      | 2 tháng 5, 1989 (21 tuổi)   | 15      | Al Wahda           |
| 9  | TĐ | Mohamed Al Shehhi     | 28 tháng 3, 1988 (22 tuổi)  | 45      | Al Wahda           |
| 10 | TĐ | Ismail Matar          | 7 tháng 4, 1983 (27 tuổi)   | 88      | Al Wahda           |
| 11 | TĐ | Ahmed Khalil          | 8 tháng 6, 1991 (19 tuổi)   | 17      | Al-Ahli            |
| 12 | TM | Obaid Al Tawila       | 26 tháng 8, 1979 (31 tuổi)  | 5       | Al-Ahli            |
| 13 | TV | Theyab Awana          | 8 tháng 4, 1990 (20 tuổi)   | 5       | Baniyas            |
| 14 | HV | Walid Abbas           | 11 tháng 6, 1985 (25 tuổi)  | 18      | Al Shabab Al Arabi |
| 15 | TV | Ismail Al Hammadi     | 1 tháng 7, 1988 (22 tuổi)   | 26      | Al-Ahli            |
| 16 | TV | Amer Mubarak          | 27 tháng 12, 1987 (23 tuổi) | 32      | Al-Nasr            |
| 17 | HV | Yousif Jaber          | 25 tháng 2, 1985 (25 tuổi)  | 27      | Baniyas            |
| 18 | HV | Abdulla Al Bloushi    | 23 tháng 2, 1987 (23 tuổi)  | 3       | Al-Jazira          |
| 19 | HV | Abdulaziz Hussain     | 10 tháng 9, 1990 (20 tuổi)  | 0       | Al Shabab Al Arabi |
| 21 | HV | Mahmoud Khamees       | 28 tháng 10, 1987 (23 tuổi) | 0       | Al-Wahda           |
| 20 | TĐ | Saeed Al Kathiri      | 28 tháng 3, 1988 (22 tuổi)  | 3       | Al Wahda           |
| 22 | TM | Ali Khasif            | 9 tháng 6, 1987 (23 tuổi)   | 3       | Al-Jazira          |
| 23 | TĐ | Ahmed Jumaa Mubarak   | 2 tháng 1, 1986 (25 tuổi)   | 3       | Al-Jazira          |

### Iran
Huấn luyện viên trưởng:  Afshin Ghotbi
| Số | Vt | Cầu thủ                  | Ngày sinh (tuổi)           | Số trận | Câu lạc bộ   |
| -- | -- | ------------------------ | -------------------------- | ------- | ------------ |
| 1  | TM | Mehdi Rahmati            | 2 tháng 2, 1983            | 52      | Sepahan      |
| 2  | HV | Khosro Heydari           | 14 tháng 9, 1983 (27 tuổi) | 22      | Sepahan      |
| 3  | HV | Farshid Talebi           | 24 tháng 8, 1981 (29 tuổi) | 1       | Zob Ahan     |
| 4  | HV | Jalal Hosseini           | 3 tháng 2, 1982 (28 tuổi)  | 52      | Sepahan      |
| 5  | HV | Hadi Aghili              | 15 tháng 1, 1981 (29 tuổi) | 48      | Sepahan      |
| 6  | TV | Javad Nekounam           | 7 tháng 9, 1980 (30 tuổi)  | 113     | Osasuna      |
| 7  | TĐ | Gholamreza Rezaei        | 6 tháng 5, 1984 (26 tuổi)  | 31      | Persepolis   |
| 8  | TV | Masoud Shojaei           | 9 tháng 6, 1984 (26 tuổi)  | 32      | Osasuna      |
| 9  | TĐ | Mohammad Reza Khalatbari | 14 tháng 9, 1983 (27 tuổi) | 29      | Zob Ahan     |
| 10 | TĐ | Karim Ansarifard         | 3 tháng 4, 1990 (20 tuổi)  | 13      | Saipa        |
| 11 | HV | Ehsan Hajsafi            | 25 tháng 2, 1990           | 28      | Sepahan      |
| 12 | TM | Ebrahim Mirzapour        | 16 tháng 9, 1978 (32 tuổi) | 75      | Paykan       |
| 13 | HV | Abouzar Rahimi           | 17 tháng 9, 1981 (29 tuổi) | 0       | Rah Ahan     |
| 14 | TV | Andranik Teymourian      | 6 tháng 3, 1983 (27 tuổi)  | 52      | Tractor Sazi |
| 15 | TV | Ghasem Hadadifar         | 12 tháng 7, 1983 (27 tuổi) | 1       | Zob Ahan     |
| 16 | TĐ | Reza Norouzi             | 21 tháng 9, 1982 (28 tuổi) | 0       | Foolad       |
| 17 | TV | Mohammad Nouri           | 9 tháng 1, 1983 (27 tuổi)  | 14      | Persepolis   |
| 18 | TV | Pejman Nouri             | 13 tháng 7, 1980 (30 tuổi) | 29      | Malavan      |
| 19 | TĐ | Mohammad Gholami         | 13 tháng 2, 1983 (27 tuổi) | 5       | Steel Azin   |
| 20 | HV | Mohammad Nosrati         | 10 tháng 1, 1982 (28 tuổi) | 74      | Tractor Sazi |
| 21 | TĐ | Arash Afshin             | 21 tháng 1, 1989 (21 tuổi) | 0       | Foolad       |
| 22 | TM | Shahab Gordan            | 22 tháng 5, 1984 (26 tuổi) | 0       | Zob Ahan     |
| 23 | TV | Iman Mobali              | 3 tháng 11, 1982 (28 tuổi) | 55      | Esteghlal    |